# Skanderborg
Skanderborg je dánské město, které je sídlem stejnojmenné municipality. Nachází se na severním a severovýchodním okraji Skanderborského jezera, asi 25 kilometrů jihozápadně od centra druhého největšího dánského města Aarhus, na Jutském poloostrově. V samotném městě je několik dalších menších rybníků a vodních ploch, například Lillesø, Sortesø, Døj Sø a bažinaté mokřady Eskebæk Mose. Severně od města, na druhé straně rychlostní silnice E45, se nachází archeologicky významná lokalita Illerup Ådal. Ve Skanderborgu žije 20 079 obyvatel (k 1. lednu 2023), celá municipalita Skanderborg má ke stejnému dni 65 138 obyvatel.

## Historie města
Skanderborg je staré město a v jeho okolí byly odhaleny stopy lidského osídlení, pocházející z nejstarší severské doby kamenné. Ve 30. letech 20. století zde byl například nalezen sezónní tábor kultury Ertebølle, a to poblíž bývalého kláštera Ringkloster (anglicky Ring Abbey) na jižním okraji Skanderborgského jezera. Město se rozrostlo kolem bývalého hradu Skanderborg. Hrad byl založen někdy v raném středověku, měl důležitou roli v dánských dějinách (při obléhání hradu zde v roce 1340 padl Niels Ebbesen), zbourán byl na začátku 18. století). V roce 1583 získal Skanderborg městská práva.

## Zaniklé kláštery vokolí
Město Skanderborg a jeho blízké okolí v průběhu let přitahovalo několik náboženských komunit, zejména v raném středověku. Na jihovýchodním okraji Skanderborského jezera se kdysi nacházelo dávno zaniklé opatství Ringkloster (anglicky Ring Abbey), které ve 12. století založily benediktínky. Poslední budovy vyhořely v roce 1715 a nyní se na místě nachází zámek. Na ostrůvku Kalvø uprostřed jezera se nacházel také dominikánský klášter. Klášter založil v první polovině 12. století řád Černých bratří společně s malým přístavem, ale v roce 1168 zde zůstali jen dva mniši a klášter převzal řád cisterciáků.
Cisterciáci sem přišli poté, co se jim od roku 1165 nepodařilo založit řádný klášter na několika místech v okolí. V tomto roce se vydali na misii z opatství Vitskøl v Himmerlandu, aby založili dceřinou komunitu v diecézi Aarhus, a pokusili se o to v Sabru, ve Sminge u Silkeborgu (opatství Sminge) a poté u vesnice Veng (opatství Veng). Cisterciáci se nakonec cítili na malém ostrůvku Kalvø příliš izolovaní, za nepříznivého počasí byli na několik dní, někdy i týdnů odříznuti od pevniny, a po pouhých čtyřech letech to i zde vzdali a přestěhovali se do Rye mezi Mossø a Gudensø, několik kilometrů západně od Skanderborgu. Zde cisterciáci v roce 1172 založili opatství Øm, nyní již také zbořené.

## Památky a další budovy

### Hrad Skanderborg
Královské sídlo hrad Skanderborg bylo nejdůležitější budovou v historii Skanderborgu, Starý středověký hrad, byl založený v raném středověku někdy kolem roku 1200. V roce 1340 byl hrad obléhán a padl zde dánský národní hrdina Niels Ebbesen, jak již bylo zmíněno výše. Ve 12. až 16. století sloužil hrad Skanderborg dánským králům, především pro pořádní tradičních lovů. Kolem roku 1570 nechal nechal král Frederik II. Dánský hrad radikálně přestavět na rozsáhlý renesanční palác. Jako stavební materiál byly mimo jiné použity kameny ze zbořeného opatství Øm západně od Skanderborgu. Mnohé z původních staveb projekt přežily a byly začleněny do nových budov, mezi nimi i stará hradní kaple.

### Demolice a terasové zahrady

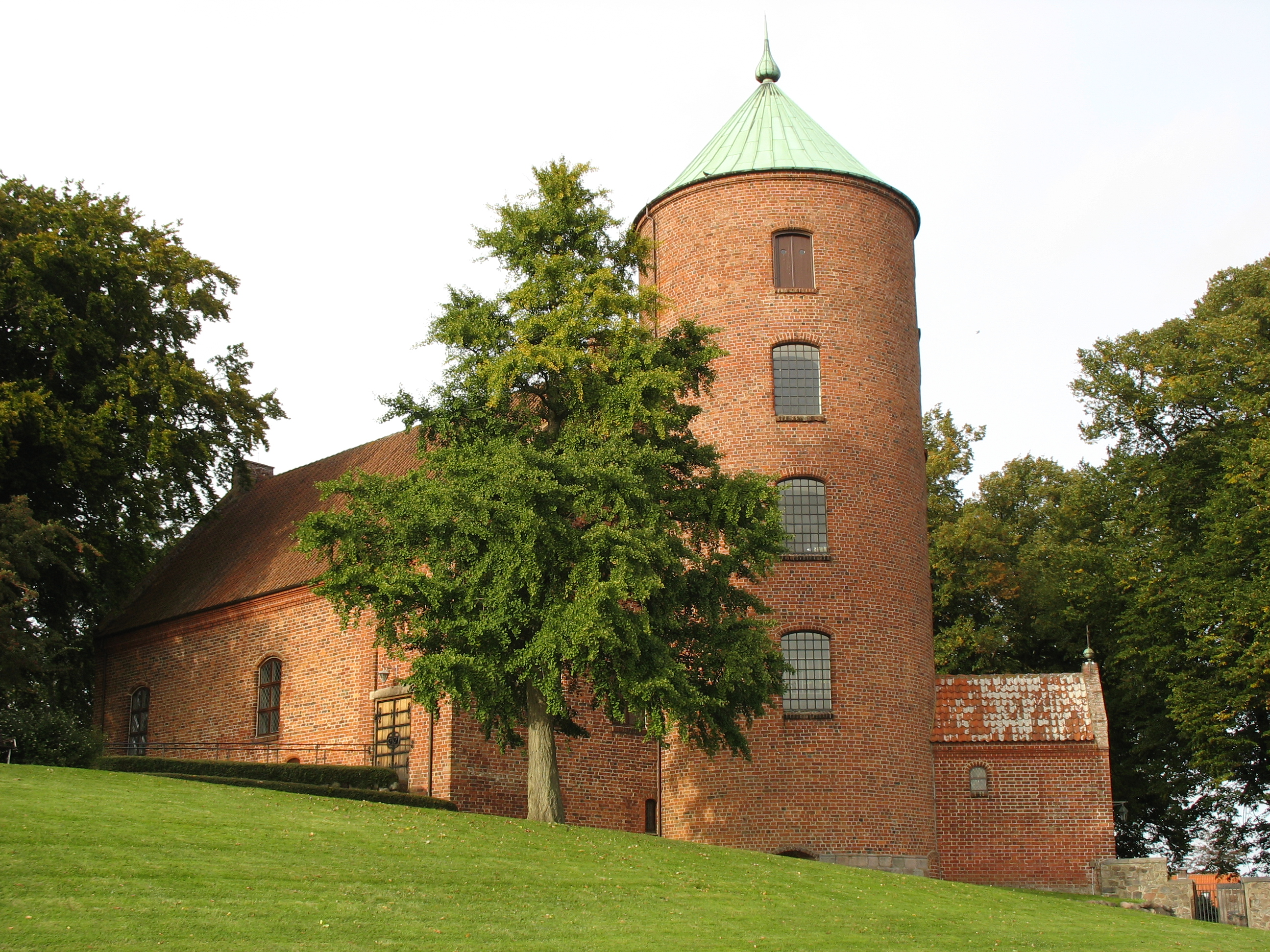
Kaple se zvonicí je jediná dochovaná část hradu

V letech 1717–1722 zahájil král Frederik IV. Dánský demolici části starých původních středověkých staveb a původní opevnění nahradil terasovitými zahradami. Z dosud existujícího hradního kostela zůstala pouze kaple se zvonicí. Postupně však obliba tohoto místa u královské rodiny upadala a v roce 1767 byly zbytky hrad i s přidruženými zahradami prodány v dražbě. Královský majetek koupil za částku 3004 rigsdalerů neurozený Hans Lauritzen, zatímco zbytky hradního kostela se zvonicí, zvony a dalším vybavením připadl městu Skanderborg. V dubnu 1768 začalo bourání ostatních části hradu Skanderborg, z něhož dnes kromě části starého hradního kostela nic nezbylo.

### Novodobé stavby
Město Skanderborg má celkem tři kostely a navíc dochované částí bývalého hradního kostela Skanderborg (kaple se zvonicí, která se nachází na místě jinak zbořeného hradu Skanderborg).
Kulturní centrum Kulturhuset, které je v Byparkenu (městském parku) v centru Skanderborgu, navrhla domácí architektonická kancelář Kjær & Richter a bylo postaveno v roce 1998. Sídlí v něm bývalá městská knihovna, divadelní a koncertní sály, kino, třípatrové foyer s měnícími se výstavami a kavárna. Kolem budov se nachází mimo jiné řecké divadlo s 500 místy, dětské hřiště a hřiště na plážový volejbal, neboť samotný městský park je vnímán jako součást kulturního centra.
Náměstí Højvangens Torv v severovýchodní části města je centrem vzdělávacího areálu známého jako Campus Højvangen. V kampusu se nachází několik vzdělávacích institucí, jako je veřejná škola, obchodní vysoká škola (instituce HHX), technická vysoká škola (instituce HTX spadající pod Aarhus Tech), vzdělávací centrum pro dospělé, gymnázium Skanderborg atd. umístěné v sochařském parku. Gymnázium bylo navrženo architektonickou kanceláří Friis & Moltke a postaveno v roce 1973.
Vesnice Sølund je domov pro lidi s rozsáhlým tělesným a mentálním postižením. Nachází se v parku Skanderborg Dyrehave poblíž rybníka Lillesø, nedaleko města. Hlavní budovy byly postaveny v roce 1935 podle návrhu architektonické kanceláře C. F. Møller Architects.
Skanderborgské muzeum sídlí na adrese Adelgade 5, v bývalém exekutorském domě z poloviny 18. století. Budovy se nacházejí v nejstarší části města, vedle rybníka Lillesø. Muzeum funguje jako zastřešující organizace pro několik muzeí ve městě Skanderborg a jeho okolí, včetně Museet på Adelgade, Øm Kloster Museum, Museet på Gammel Rye Mølle, Ferskvandsmuseet a Skanderborg Bunkerne. Skanderborg Bunkerne je muzeum druhé světové války a je umístěné v opuštěných německých bunkrech ve Skanderborg Dyrehave. Německá Luftwaffe zde vybudovala své dánské velitelství a jeden z bunkrů později našel uplatnění jako velitelské středisko agentury civilní obrany v období studené války. Muzeum Øm Kloster se nachází za městem, ve starých ruinách opatství Øm na severním okraji jezera Mossø. Muzeum Skanderborg je organizací zodpovědnou za archeologii a archivaci kulturní historie na území města a celé municipality.

## Příroda

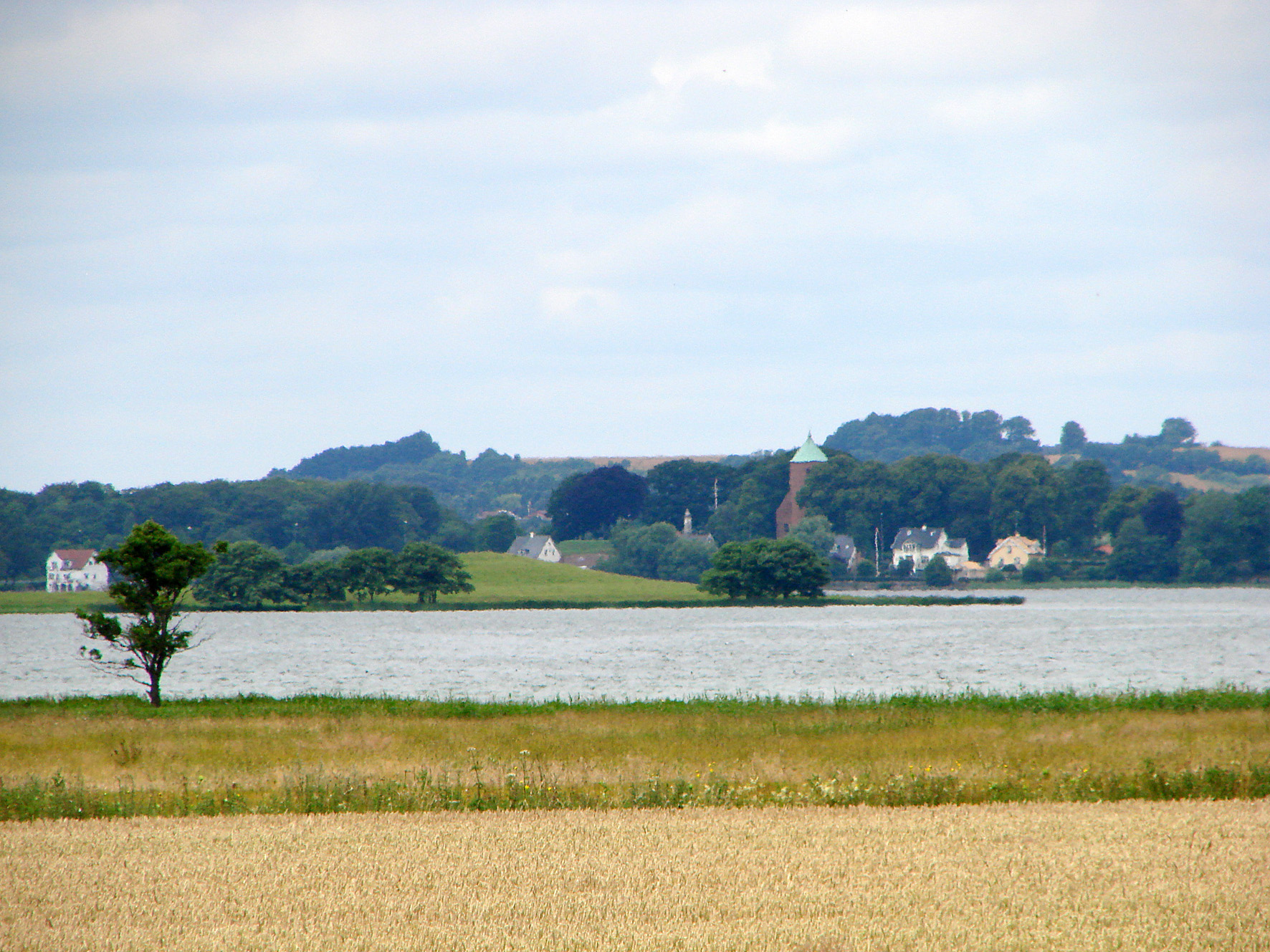
Skanderborgské jezero od severovýchodu, s ostrovem Kalvø. Vidět jsou též poslední zbytky hradu: kaple se zvonicí.

### Jelení park (obora)
V jižní části města, v lese Skanderborg, se nachází tzv. jelení park (Skanderborg Dyrehave), jde však spíše o rozsáhlou oboru se zvěří. Jelení park byl založen kolem roku 1580 králem Frederikem II. Dánským a sloužil králi a jeho hostům pro tehdy obvyklou loveckou zábavu. Celá plocha obory byla oplocena a byli zde vypouštěni srnci, jeleni, divočáci a zajíci. Dále se zde chovali bažanti, koroptve nebo krocani. Byly zde rovněž vyhloubeny různé tůně a rybníky.

### Skanderborské jezero
Skanderborg Sø (česky Skanderborské jezero) vzniklo během poslední doby ledové a vytvořilo se v propadlině z tajícího bloku ledu. Jezero má nepravidelný tvar rozdělený na dvě větší jezerní oblasti známé jako Hylke Sø a Store Sø. Jezero není rozdělené, ale zúžení jezera mezi těmito dvěma částmi má šířku jen přibližně 300 metrů. V jezeře se nachází řada malých ostrůvků: Kalvø, Æbelø, Sct. Thomas a Sct. Helene. Celková plocha jezera je přibližně 8,6 čtverečních kilometrů. Jezero má průměrnou hloubku 8 metrů a v nejhlubším místě až 18,8 metru. Pojme přibližně 49,3 milionu krychlových metrů sladké vody a jeho hladina je ve výšce 23,5 metru nad mořem. Z jezera na západě odtéká voda krátkou říčkou Tåning Å, která nejprve protéká malým sousedním jezerem a zhruba po čtyřech kilometrech ústí do jezera Mossø, které je s rozlohou 16,5 čtverečních kilometrů největším na Jutském poloostrově a třetí největší v Dánsku.

## Doprava

### Železnice
Nádražím Skanderborg prochází dvě železniční trati, které se zde spojují. Od jihu Jutského poloostrova až na sever vede trať Fredericia–Aarhus-Frederikshavn, která se právě zde stáčí severovýchodním směrem a pokračuje do nedalekého Aarhusu. Přibližně od západu k východu vede trať Skjern-Skanderborg. Z nádraží Skanderborg jezdí přímé spoje InterCity na jih, odkud pokračují na východ přes ostrov Fyn (město Odense až do hlavního města Kodaně na ostrově Sjælland. Severním směrem jezdí vlaky Intercity do nedalekého města Aarhus (druhé největší město Dánska) a dále až na úplný sever poloostrova: Aalborg a přístav Frederikshavn (odkud lze pokračovat trajekty do Švédska a Norska, především do Göteborgu a Osla). Kromě toho zde jezdí regionální zastávkové vlakové spoje do Aarhusu, Fredericie, Herningu, Silkeborgu a Skjernu.

### Silnice
Město má obdobně výborné silniční spojení, protože v těsné blízkosti města vede silnice E45. Mezinárodní silnice E45 vede z Německa od jihu k severu přes celý Jutský poloostrov opět až do přístavu Frederikshavn. Odkud lze opět pokračovat trajekty a také samotná silnice E45 pokračuje dále ve Švédsku. Celková délka E45 v Dánsku je 357 kilometrů a téměř celá tato trasa od německé hranice je označena jako dálnice (s povolenou rychlostí až 130 km/h, 110 km některé úseky), pouze posledních několik kilometrů do přístavu Frederikshavn je „obyčejná“ silnice.
Asi 75 kilometrů jižně se od E45 odpojuje další mezinárodní silnice E20, která se stačí nejprve jihovýchodním a poté vede přibližně východním směrem, okolo města Fredericiaa, Odense opět až do Kodaně. Případně díky mostu přes Öresund lze pokračovat do Malmö a dále do Švédska.

## Vybrané významné osobnosti

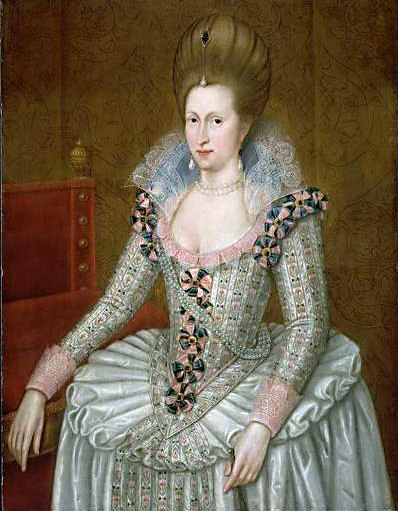
Anna Dánská, obraz cca 1605

- Niels Ebbesen: dánský národní hrdina padl roku 1340 při obléhání zdejšího hradu.[15]
- Anna Dánská (1574–1619): dánská princezna a jako manželka Jakuba I. Stuarta skotská, anglická a irská královna se narodila v roce 1574 na hradě Skanderborg.
- Christian Frederik Møller, zpravidla uváděný jako C. F. Møller (1898 Skanderborg – 1988): byl významný dánský architekt, který navrhl mimo jiné budovy Aarhusské univerzity nebo Aarhuské nemocnice.[16]
- Peder Tuborgh (*1963 Skanderborg): manažer, od roku 2005 šéf dánsko-švédské nadnárodní společnosti Arla Foods (podle obratu druhá největší mlékárenská společnost v Evropě).
- Ole Lund Kirkegaard (1940—1979): dánský učitel a spisovatel literatury pro děti a mládež, ve Skanderborgu vyrůstál a odehrává se tam významná část děje řady jeho knížek.
- Camille Jones (*1973 Skanderborg): dánská popová zpěvačka, skladatelka písní a hudební producentka.
- Johannes Torpe(*1973 Skanderborg): dánský designér, muzikant, producent a dřívější kreativní ředitel společnosti Bang & Olufsen.
- Peter Sommer (* 1974 Skanderborg): dánský zpěvák a skladatel písní.
- Monika Pedersen (*1978 Skanderborg): dánská zpěvačka, bývalá členka skupin Sinphonia a norské Sirenia.
- Hanne Skak Jensen: (* 1986 Skanderborg): bývalá dánská tenistka, vítězka devíti turnajů ve čtyřhře; dlouholetá dánská „dvojka“ (po Caroline Wozniacké) a pravidelná členka dánského Fed Cup týmu.